# Cervaro (rivier)
De Cervaro is een rivier in de provincies Avellino en Foggia in de Italiaanse regio's Campanië en Apulië. De bron van de Cervaro ligt in het zuiden van het Dauniagebergte, op de hellingen van de Monte Le Felci (853 m) in de gemeente Monteleone di Puglia. De rivier stroomt tussen de provincies Avellino en Foggia (hier doorkruist ze de Tavoliere delle Puglie) en mondt vervolgens uit in het Lago Salso en zo in de Adriatische Zee, in de Golf van Manfredonia. 
De belangrijkste rechter zijrivieren zijn de Lavella, Avella, Iazzano en Biletra; van links komen de Pecoraro, Tre Confini, Lavella (naamgenoot van de eerder genoemde rechter zijrivier) en Sannoro erin uit. Over het algemeen heeft de Cervaro een overwegend stortvloedig karakter, met soms ruïneuze overstromingen (de overstroming van 2003 bereikte een debiet van 682 m³/s)